# Hydrostatický paradox
Hydrostatický paradox (též hydrostatické paradoxon) je skutečnost, že hydrostatická tlaková síla na dno nádoby naplněné do stejné výšky stejnou kapalinou je vždy stejná bez ohledu na množství (objem, hmotnost) kapaliny.
Nádoby stejně vysoké se stejně velkým dnem se mohou lišit jedině tvarem nádoby - nahoře zužující se nádoba pojme menší množství kapaliny, nahoře rozšiřující se nádoba pojme větší množství kapaliny. Tíha kapalin v těchto nádobách bude různá, tlaková síla na dno však bude naprosto stejná.
Rozdíl mezi tíhou kapaliny a tlakovou silou kapaliny na dno je způsoben silou reakce stěn, která u rozšiřující se nádoby působí na kapalinu směrem šikmo vzhůru (kapalinu nadlehčuje), u zužující se nádoby působí na kapalinu šikmo dolů (kapalinu přitlačuje na dno).